# Cycas angulata
Cycas angulata  R.Br., 1810 è una pianta appartenente alla famiglia delle Cycadaceae, endemica dell'Australia.

## Distribuzione e habitat
La specie è presente in Australia, in particolare nel Territorio del Nord e in Queensland.
Cresce dal livello del mare sino 30 m di altitudine.

## Conservazione
La IUCN Red List classifica C. angulata come specie a basso rischio (Least Concern).